# Vriesea monacorum
Vriesea monacorum là một loài thuộc chi Vriesea. Đây là loài bản địa của Brasil.